# Joseph-Melchior de Livet
Pour les articles homonymes, voir Livet.
Le baron Joseph-Melchior de Livet de Monthoux (en italien Giuseppe Delivet), né le 24 mars 1806 au château de la Cour (Annecy-le-Vieux) et mort le 5 mars 1862 au château de Monthoux (Pringy), est un diplomate et homme politique savoyard.

## Biographie

### Origines
Joseph-Melchior est le fils de Paul-Alexis de Livet, baron de Monthoux, militaire sarde, syndic d'Annecy-le-Vieux et de Georgine-Françoise de Menthon-La Balme,, dernière héritière de cette branche cadette de la maison de Menthon. Il naît le 24 mars 1806 au château de la Cour à Annecy-le-Vieux, apporté en dot par sa mère, dans la province du Genevois. Le Genevois, comme l'ensemble du duché de Savoie sont annexés à la France, depuis 1792.
Il épouse Joséphine de Gerbaix de Sonnaz (16 décembre 1822-15 mai 1903), fille du comte Joseph, de la noble famille Gerbaix de Sonnaz,. Ils ont quatre enfants, deux filles et deux garçons : Joseph-François-Marie (2 mai 1852-1er décembre 1859) ; Hippolyte-Paul-Marie (8 février 1854-16 juillet 1892) ; Marie-Eugénie-Hectorine (8 janvier 1857-10 juillet 1863) et Bernardine-Artémine-Christine-Marie (23 juillet 1861-14 février 1874). Hippolyte-Paul-Marie de Livet, baron de Monthoux sera notamment maire de Pringy.

### Carrière politique
Joseph-Melchior de Livet est secrétaire d'ambassade à Berne, puis à Paris, avant d'être conseiller provincial, puis divisionnaire du Genevois.
La Constitution de 1848 ouvre de nouvelles perspectives politiques. Il est élu député de la Savoie, représentant le collège d'Annecy à la Chambre du parlement du royaume de Sardaigne à Turin en juillet 1849 et garde son mandat jusqu'en 1852. Il est remplacé par François-Marie Bachet.
Il est ensuite nommé syndic d’Annecy-le-Vieux, pour la période de 1853 à 1858.
Il s'est opposé avec le député Antoine Louaraz à la mise en place d'une zone franche dans la partie Nord du duché, frontalière avec la Suisse.
Joseph-Melchior de Livet fait son testament le 24 août 1861. Il meurt l'année suivante, le 5 mars 1862, au château de Monthoux.

## Décorations
Il est fait chevalier de la Légion d'honneur, le 20 septembre 1861.

### Fonds d'archives
- « Joseph-Melchior de Livet » (43 J 890-1117), Archives de la famille de Gerbais de Sonnaz d'Habères, aux Archives départementales de la Haute-Savoie